# Cyprinodon salinus
Cyprinodon salinus är en fiskart som beskrevs av Miller, 1943. Cyprinodon salinus ingår i släktet Cyprinodon och familjen Cyprinodontidae.

## Underarter
Arten delas in i följande underarter:
- C. s. salinus
- C. s. milleri